# Ілянда
Ілянда (рум. Ileanda) — село у повіті Селаж в Румунії. Адміністративний центр комуни Ілянда.
Село розташоване на відстані 374 км на північний захід від Бухареста, 45 км на схід від Залеу, 61 км на північ від Клуж-Напоки.

## Населення
За даними перепису населення 2002 року у селі проживала 1201 особа.
Національний склад населення села:
| Національність | Кількість осіб | Відсоток |
| -------------- | -------------- | -------- |
| румуни         | 976            | 81,3%    |
| цигани         | 209            | 17,4%    |
| угорці         | 14             | 1,2%     |

Рідною мовою назвали:
| Мова      | Кількість осіб | Відсоток |
| --------- | -------------- | -------- |
| румунська | 1122           | 93,4%    |
| циганська | 65             | 5,4%     |
| угорська  | 12             | 1,0%     |